# Caransebeșu Nou
Caransebeșu Nou (în dialectul șvăbesc Schwowedorf, în germană Neu-Karansebesch sau Neukaransebesch) a fost o localitate din Banat, înființată în 1812-1813 ca sat prin colonizare cu șvabi.
S-a unit cu orașul Caransebeș, devenind cartier al acestuia.